# Mothergunship
Mothergunship je počítačová hra z roku 2018. Vznikla ve spolupráci českého studia Grip Digital a amerického Terrible Posture Games.

## Hratelnost
Mothergunship je jednoduchá first person střílečka. Hráč prochází vesmírné lodě a bojuje s hordami nepřátel.